# Campeonato mundial B de hockey patines masculino de 2004
El XI Campeonato mundial B de hockey sobre patines masculino se celebró en la ciudad china de Macao en 2004, con la participación de diez Selecciones nacionales masculinas de hockey patines: dos de las tres últimas clasificadas en el Campeonato mundial A de hockey patines masculino de 2003 (Colombia renunció a participar) más otras siete por libre inscripción. La selección de Corea del Norte, inicialmente inscrita, no compareció. Todos los partidos se disputaron en la ciudad de Macao.
Los tres primeros clasificados ascendieron al Campeonato mundial A de hockey patines masculino de 2005. La selección catalana participó como miembro provisional de la FIRS. Sin embargo, la FIRS rechazó su admisión definitiva no pudiendo participar en siguientes ediciones. Macao, que terminó cuarta, ascendió en su lugar.

## Equipos participantes
De las 11 selecciones nacionales participantes del torneo, 4 son de Europa, 5 de Asia y 2 de Oceanía. Corea del Norte se retiró poco antes de comenzar el torneo, por lo que propiamente sólo participaron 10.
| Andorra         |
| Australia       |
| Austria         |
| Cataluña        |
| China           |
| Corea del Norte |
| Inglaterra      |
| Japón           |
| Macao           |
| Nueva Zelanda   |
| Taiwán          |

## Primera Fase

### Grupo A
| Equipo        | Pts | PJ | PG | PE | PP | GF | GC | DG  |
| ------------- | --- | -- | -- | -- | -- | -- | -- | --- |
| Macao         | 12  | 4  | 4  | 0  | 0  | 54 | 11 | +43 |
| Andorra       | 9   | 4  | 3  | 0  | 1  | 56 | 9  | +47 |
| Nueva Zelanda | 6   | 4  | 2  | 0  | 2  | 32 | 28 | +4  |
| Taiwán        | 3   | 4  | 1  | 0  | 3  | 18 | 47 | -29 |
| China         | 0   | 4  | 0  | 0  | 4  | 10 | 74 | -64 |

|               | Bandera de la República Popular China | Bandera de Taiwán | Bandera de Nueva Zelanda | Bandera de Andorra | Bandera de Macao |
| ------------- | ------------------------------------- | ----------------- | ------------------------ | ------------------ | ---------------- |
| China         |                                       |                   |                          |                    |                  |
| Taiwán        | 8-2                                   |                   |                          |                    |                  |
| Nueva Zelanda | 15-2                                  | 13-7              |                          |                    |                  |
| Andorra       | 26-2                                  | 19-0              | 8-3                      |                    |                  |
| Macao         | 25-4                                  | 14-3              | 11-1                     | 4-3                |                  |

### Grupo B
| Equipo          | Pts | PJ | PG | PE | PP | GF | GC | DG  |
| --------------- | --- | -- | -- | -- | -- | -- | -- | --- |
| Cataluña        | 15  | 5  | 5  | 0  | 0  | 52 | 0  | +52 |
| Inglaterra      | 12  | 5  | 4  | 0  | 1  | 35 | 16 | +19 |
| Australia       | 7   | 5  | 2  | 1  | 2  | 23 | 25 | -2  |
| Austria         | 7   | 5  | 2  | 1  | 2  | 16 | 19 | -3  |
| Japón           | 3   | 5  | 1  | 0  | 4  | 14 | 30 | -16 |
| Corea del Norte | 0   | 5  | 0  | 0  | 5  | 0  | 50 | -50 |

|                 | Bandera de Corea del Norte | Bandera de Japón | Bandera de Austria | Bandera de Australia | Bandera de Inglaterra | Bandera de Cataluña |
| --------------- | -------------------------- | ---------------- | ------------------ | -------------------- | --------------------- | ------------------- |
| Corea del Norte |                            |                  |                    |                      |                       |                     |
| Japón           | 10-0                       |                  |                    |                      |                       |                     |
| Austria         | 10-0                       | 2-0              |                    |                      |                       |                     |
| Australia       | 10-0                       | 6-4              | 3-3                |                      |                       |                     |
| Inglaterra      | 10-0                       | 14-0             | 4-1                | 7-4                  |                       |                     |
| Cataluña        | 10-0                       | 8-0              | 12-0               | 11-0                 | 11-0                  |                     |

Al retirarse de la competición antes de disputar los partidos, a Corea del Norte se le dio por perdidos todos sus partidos por 10-0.

## Segunda Fase
Los cuatro primeros segundos de cada grupo de la primera fase se clasificaron para los cuartos de final. Los quintos se enfrentaron entre ellos por el noveno puesto.

### Puesto 9º-10º
| Posición | Partido | Partido | Partido | Resultado |
| -------- | ------- | ------- | ------- | --------- |
| 9º - 10º | Japón   | -       | China   | 16-0      |
| 9º - 10º | Japón   | -       | China   | 11-1      |

### Fase Final
|  | Cuartos de final | Cuartos de final |            |       | Semifinales            | Semifinales            |  |  | Final | Final |
|  |                  |                  |            |       |                        |                        |  |  |       |       |
|  |                  |                  |            |       |                        |                        |  |  |       |       |
|  |                  |                  |            |       |                        |                        |  |  |       |       |
|  | Nueva Zelanda    | 4                |            |       |                        |                        |  |  |       |       |
|  | Nueva Zelanda    | 4                |            |       |                        |                        |  |  |       |       |
|  | Inglaterra       | 18               |            |       |                        |                        |  |  |       |       |
|  | Inglaterra       | 18               | Inglaterra | 9     |                        |                        |  |  |       |       |
|  |                  |                  | Inglaterra | 9     |                        |                        |  |  |       |       |
|  |                  | Macao            | 4          |       |                        |                        |  |  |       |       |
|  | Macao            | Macao            | 4          | 6     |                        |                        |  |  |       |       |
|  | Macao            |                  |            | 6     |                        |                        |  |  |       |       |
|  | Austria          | 3                |            |       |                        |                        |  |  |       |       |
|  | Austria          | 3                | Inglaterra | 0     |                        |                        |  |  |       |       |
|  |                  |                  | Inglaterra | 0     |                        |                        |  |  |       |       |
|  |                  | Cataluña         | 6          |       |                        |                        |  |  |       |       |
|  | Andorra          | Cataluña         | 6          | 4     |                        |                        |  |  |       |       |
|  | Andorra          |                  |            | 4     |                        |                        |  |  |       |       |
|  | Australia        | 2                |            |       |                        |                        |  |  |       |       |
|  | Australia        | 2                | Andorra    | 0     | Tercer y cuarto puesto | Tercer y cuarto puesto |  |  |       |       |
|  |                  |                  | Andorra    | 0     | Tercer y cuarto puesto | Tercer y cuarto puesto |  |  |       |       |
|  |                  | Cataluña         | 8          |       |                        |                        |  |  |       |       |
|  | Taiwán           | Cataluña         | 8          | 1     | Andorra                | 2                      |  |  |       |       |
|  | Taiwán           |                  |            | 1     | Andorra                | 2                      |  |  |       |       |
|  | Cataluña         | 12               |            | Macao | 0                      |                        |  |  |       |       |
|  | Cataluña         | 12               |            |       | 0                      |                        |  |  |       |       |
|  |                  |                  |            |       |                        |                        |  |  |       |       |
|  |                  |                  |            |       |                        |                        |  |  |       |       |

|  | Eliminatoria del 5º al 8º | Eliminatoria del 5º al 8º |   |               | 5º y 6º   | 5º y 6º |  |
|  |                           |                           |   |               |           |         |  |
|  |                           |                           |   |               |           |         |  |
|  |                           |                           |   |               |           |         |  |
|  | Nueva Zelanda             | 6                         |   |               |           |         |  |
|  | Austria                   | 7                         |   |               |           |         |  |
|  |                           |                           |   |               |           |         |  |
|  |                           |                           |   |               |           |         |  |
|  |                           |                           |   |               | Australia | 5       |  |
|  |                           | Austria                   | 4 |               |           |         |  |
|  |                           |                           |   |               |           |         |  |
|  |                           |                           |   |               |           |         |  |
|  |                           |                           |   |               | 7º y 8º   |         |  |
|  |                           |                           |   |               |           |         |  |
|  | Australia                 | 8                         |   | Nueva Zelanda | 2         |         |  |
|  | Taiwán                    | 2                         |   |               | Taiwán    | 0       |  |

## Clasificación final
| 1. Cataluña         |
| 2. Inglaterra       |
| 3. Andorra          |
| 4. Macao            |
| 5. Australia        |
| 6. Austria          |
| 7. Nueva Zelanda    |
| 8. Taiwán           |
| 9. Japón            |
| 10. China           |
| 11. Corea del Norte |